# Islambek Albiev
Islambek Albiev (n. 28 decembrie 1988, Groznîi, RSFS Rusă, URSS) este un luptător ce a reprezentat Rusia, medaliat olimpic. A participat la 2 ediții ale Jocurilor Olimpice (2008, 2016) în care a câștigat o medalie de aur.